# Apotolamprus sinuatotibialis
Apotolamprus sinuatotibialis là một loài bọ cánh cứng trong họ Bọ hung (Scarabaeidae).